# Saldinia phlebophylla
Saldinia phlebophylla är en måreväxtart som beskrevs av Cornelis Eliza Bertus Bremekamp. Saldinia phlebophylla ingår i släktet Saldinia och familjen måreväxter. Inga underarter finns listade i Catalogue of Life.